# Макквін
Маккві́н (англ. McQueen, Mcqueen, MacQueen, Macqueen) — англомовне прізвище гельського походження. Етимологія прізвища має кілька версій та кілька варіантів написання в сучасних шотландців, англійців, американців тощо.

## Походження прізвища
Історичні документи XVI—XVII ст.ст. фіксують написання прізвища Макквін як Mackquean (1502), M'Queyn (1543) та M'Queen (1609).

## Клан Макквін
Клан Макквін (Clan MacQueen) або клан Мак-Свін (Clan MacSween) чи клан Мак-Свейн (Clan Mac Sweyn) — один із «кланів зброєносців» (тобто наразі без очільника) гірської Шотландії із конфедерації кланів Хаттан.

## Відомі носії прізвища
- Александр Макквін (1969-2010) — видатний британський модельєр.
- Армелія Макквін (1952—2020) — американська акторка і співачка.
- Баттерфляй Макквін (1911—1995) — американська акторка (темношкіра служниця у фільмі «Звіяні вітром» 1939 року).
- Гордон Макквін (1952) — шотландський футболіст («Манчестер Юнайтед»), член національної збірної, футбольний тренер.
- Метт Макквін (1863—1944) — шотландський футболіст і тренер.
- Стів Макквін (1930—1980) — американський кіноактор, гонщик, перша кінозірка екшнів.
- сер Стівен Макквін (нар. 1969) — британський кінорежисер і сценарист, художник.
- Стівен Р. Макквін (нар. 1988) — американський актор («Кохання вдівця», «Щоденники вампіра»).

- Едвін Вільямс Макквін — автор першої пісні із студійного альбому «From the Heart of a Woman» (1981) американської блюзової співачки Коко Тейлор.
- Кріс Макквін — гітарист бруклінського «джем-бенда, натхненного ф'южном» Snarky Puppy.
- Сем Макквін — захисник футбольної команди клубу «Саутгемптон».
- Дональд Макквін — сучасний письменник у жанрі постапокаліпсису (трилогія «Воїн», «Відьма», «Мандрівник»).

## Вигадані персонажі
- Блискавка Макквін (МакКвін) — антропоморфний гоночний автомобіль (мультфільм «Тачки» та його сиквели).
- Вікі (Вікторії) Макквін — головна героїня роману Джо Гілла «Різдвокрай» (2013) та однойменного серіалу (2019, виконавиця ролі — Ешлі Каммінгс).
- Кейт (Кетрін) Макквін — адвокатка із американського бойовика «Чесна гра» (1995) у виконанні Сінді Кроуфорд.
- Кармель Макквін — героїня британського телешоу «Hollyoaks Later» (2008-2020), виконавиця ролі — акторка Джемма Мерна.

## Ім'я Макквін
В англомовному світі власні імена нерідко використовуються різними людьми або як імена, або як прізвища.
- Макквін Бейрон (1995) — член олімпійської збірної США з водного поло.